# Kamen
För andra betydelser, se Kamen (olika betydelser).
Kamen är en stad i den östra delen av Ruhrområdet. Den ligger i distriktet Unna, vilket ligger direkt öster om Dortmund. Genom staden möts motorvägarna A1 och A2.
I staden finns ett IKEA varuhus.
Staden har samarbete med: 

 Beeskow i  Brandenburg, Tyskland.

 Ängelholm i Sverige.

 Montreuil-Juigné i Frankrike.

 Bandirma i Turkiet.

 Sulęcin i Polen.

 Eilat i Israel.

 Unkel i Rheinland-Pfalz, Tyskland.